# Don Gauf
Donald Valentine (Don) Gauf (Edmonton, 1 januari 1927 - Edmonton, 11 oktober 2014) was een Canadees ijshockeyer. 
Gauf won met de Edmonton Mercurys de wereldtitel in 1950 in het Britse Londen.
Gauf was met zijn ploeg de Edmonton Mercurys de Canadese vertegenwoordiging tijdens de Olympische Winterspelen 1952 in Oslo, Dikson speelde mee in zeven wedstrijden en maakte in deze wedstrijden drie wedstrijden. Gauf won met zijn ploeggenoten de gouden medaille.
Gauf was met zijn voormalige ploeggenoot Eric Paterson aanwezig tijdens de olympische mannen ijshockeyfinale in Salt Lake City waarbij de Canadese mannenploeg voor het eerst in 50 jaar weer kampioen werd.